# Afesip Kambodja
Afesip Kambodja är en ideell gräsrotsorganisation i Kambodja. 
Föreningen arbetar mot trafficking och sexslaveri. Den arbetar med kampanjer, HIV/aids-prevention, hjälp till dem som räddats och yrekesvägledning.
Afesip Kambodja grundades 1996 av Somaly Mam och hennes man Pierre Legros. 
Afesip redovisade för 2011 att organisationen ombesördje 359 offer (2010: 339) för sexrelaterat våld i Kambodja, varav 81 (2010:79)  var yngre än 16 år, till en kostnad av 560.000 US dollar. 

## Somaly Mam Foundation
År 2007 grundades i USA biståndsorganisationen Somaly Mam Foundation av Somaly Mam och Nicholas Lumpp. Den som fungerar som en finansieringsorganisation för Afesip Kambodja. Den har lockat många kändisar från näringsliv och nöjesliv till sin styrelse, bland andra Facebook-chefen Sheryl Sandberg, Susan Sarandon, Daryl Hannah, Petra Němcová,och Laurie Holden. Organisationen hade löne- och arvodesomkostnader på drygt 1,1 milloner US dollar 2011, och delade samma år ut 800.000 dollar i bistånd.